# Эрикссон, Ингеборг
Сигне Нанна Ингеборг Эрикссон, урождённая Густафссон (швед. Signe Nanna Ingeborg Erixson; 18 февраля 1902, Стокгольм — 4 декабря 1992, Сальтшёбаден) — шведская писательница и поэтесса.

## Биография и творчество
Ингеборг Густафссон родилась в 1902 году в Стокгольме. Её родителями были Эмиль Густафсон и Анна Грёнваль, оба телеграфисты. Анна Грёнваль писала и публиковала стихотворения и рассказы; брат Ингеборг, Оке Густафссон, занимался исследованиями в области генетики, а также опубликовал десять поэтических сборников. В детстве Ингеборг ходила в школу для девочек, а затем, как и её родители, получила специальность телеграфистки. Однако её больше интересовала искусство, и она отправилась учиться в Дрезден, а затем Париж. Вернувшись в Стокгольм, она общалась с писателями и художниками, включая Ивара Лу-Юхансона, Харри Мартинсона и Эйвинда Юнсона.
В 1928 году Ингеборг Эрикссон вышла замуж за художника Свена Эрикссона. Супруги жили вместе, по большей части в Сальтшёбадене, вплоть до смерти Свена в 1970 году. У них родилось двое детей.
Ингеборг Эрикссон писала стихи с детства, однако её первое стихотворение было опубликовано лишь в 1944 году в составе поэтической антологии. В следующем году вышел её сборник стихотворений «Tjällossning». В общей сложности Ингеборг Эрикссон опубликовала семь поэтических сборников и книгу «Dikter i urval». Наиболее близка ей была тема природы, но она также писала о современности, в частности, об ужасах Второй мировой войны. В сборнике 1948 года, «Ebb och flod», присутствуют сюрреалистические мотивы. В 1978 году она получила, совместно с поэтессой Анной Рюдстедт, премию Нильса Ферлина за поэзию. Кроме того, Эрикссон написала биографию своего мужа под названием «Xet — de unga åren».
Ингеборг Эрикссон умерла в 1992 году.